# 14068 Hauserová
14068 Hauserová eller 1996 HP1 är en asteroid i huvudbältet som upptäcktes den 21 april 1996 av de båda tjeckiska astronomerna Miloš Tichý och Jana Tichá vid Kleť-observatoriet. Den är uppkallad efter den tjeckiska journalisten och författaren Eva Hauserová.
Asteroiden har en diameter på ungefär 5 kilometer.